# Жлудько Віра Миколаївна
Віра Миколаївна Жлудько (нар. 2 серпня 1964, Жураки) — українська художниця декоративно-ужиткового мистецтва і педагог; кандидат педагогічних наук з 2015 року. Член Національної спілки художників України з 2008 року.

## Біографія
Народилася 2 серпня 1964 року в селі Жураках (нині Івано-Франківський район Івано-Франківської області, Україна). 1997 року закінчила Прикарпатський національний університет імені Василя Стефаника в Івано-Франківську, де навчалася у Михайла Фіголя.
Працювала вчителем; у 1996—2004 роках — декоратор, художник-постановник Чернігівського молодіжного театру; з 2004 року — головний художник Чернігівського українського музично-драматичного театру імені Тараса Шевченка; старший викладач кафедри естетичного виховання Чернігівського педагогічного університету.

## Творчість
Працює в галузі декоративно-ужиткового мистецтва, створює на площині та в об'ємі колажі, панно, писанки, маски з використанням тканини, шкіри, ниток, бісеру, стразів. Серед робіт:
декоративні композиції
- «Загадка» (2001);
- «Трудівниця» (2002, пап'є-маше);
- «Буковиночка» (2003);

колажі
- «Сім'я» (2002, текстиль, скло, бісер);
- «Коляда» (2003);
- «Равлики» (2005);
- «Плин часу» (2004);
- «Прогулянка» (2004).

Авторка серії писанок (2002; 2005—2006, яєчна скорлупа, пап'є-маше, бісер).
Бере участь у всеукраїнських мистецьких виставках з 2002 року, міжнародних — з 2003 року.